# MPEG-1
MPEG-1 és el nom d'un conjunt d'estàndards de codificació d'àudio i vídeo acordat per l'MPEG (Moving Pictures Experts Group). El format Video CD fa servir l'MPEG-1 video. La qualitat d'imatge a un nivell de compressió habitual és aproximadament la d'un magnetoscopi domèstic. MPEG-1 audio layer 3 és el nom complet del popular format d'àudio MP3.
MPEG-1 compren les següents parts:
- Sincronització i multiplexatge de vídeo i àudio.
- Còdec de compressió per a senyals de vídeo no entrellaçat.
- Còdec de compressió per a la codificació perceptiva de senyals d'àudio. L'estàndard definix tres "capes", o nivells de complexitat, de codificació d'àudio:
  - MP1 o MPEG-1 Part 3 Layer 1 (MPEG-1 Audio Layer 1)
  - MP2 o MPEG-1 Part 3 Layer 2 (MPEG-1 Audio Layer 2)
  - MP3 o MPEG-1 Part 3 Layer 3 (MPEG-1 Audio Layer 3)
- Procediments per a proves.
- Programari de referència.